# Rise to Remain
Rise to Remain fue una banda británica de heavy metal, formada en 2006 y disuelta en 2015. La banda hizo apariciones en importantes eventos como el Download Festival y el Sonisphere Festival y recorrió extensamente el Reino Unido y Europa. La banda lanzó tres EP, la mayoría de los cuales fueron lanzamientos "virales" a través de su página de MySpace. El 16 de marzo de 2011 firmaron su primer gran contrato de grabación con los registros de EMI, que fue acompañado por el lanzamiento de su sitio web y una descarga única gratuita titulada "The Serpent". Su álbum debut, City of Vultures, fue lanzado el 5 de septiembre de 2011, casi un año después de haber comenzado su grabación. Fue producido por Colin Richardson y Carl Bown.
La banda recibió elogios de revistas como Metal Hammer y Kerrang!. La primera de ellas lanzó una versión reducida de su primer EP de publicación nacional, Bridges Will Burn. Fueron elegidos como "mejor nueva banda" en los "Golden God Awards" de Metal Hammer en 2010, un premio decidido por 400.000 votos alrededor del mundo. En enero de 2015, la banda anunció su separación. Varios miembros posteriormente formaron una nueva banda, As Lions.

## Músicos

### Alineación final
- Ben Tovey – guitarra (2006–2015)
- Will Homer – guitarra (2006–2015)
- Austin Dickinson – voz (2007–2015)
- Conor O'Keefe – bajo (2012–2015)
- Adam Lewin – batería (2012–2015)

### Músicos anteriores
- Theo Tan – bajo (2006–2008)
- Ali White – batería (2007–2008)
- Aubrey Jackson-Blake – sintetizador (2007–2008)
- Timothy Shelley – batería (2007)
- Joe Copcutt – bajo (2008–2012)
- Pat Lundy – batería (2008–2012)
- Josh Hammond – bajo (2012)

## Discografía
| Álbum de estudio | Fecha | Notas            |
| ---------------- | ----- | ---------------- |
| City of Vultures | 2011  | Disco de estudio |

| EP                 | Fecha | Notas     |
| ------------------ | ----- | --------- |
| Illusive Existence | 2007  | As Halide |
| Becoming One       | 2008  | EP        |
| Bridges Will Burn  | 2010  | EP        |